# Nohl Williams
Nohl Laurence Williams (Ventura, 23 settembre 2002) è un giocatore di football americano statunitense che milita nel ruolo di cornerback per i Kansas City Chiefs della National Football League (NFL).

## Carriera universitaria

### UNLV
Nelle prime due stagioni a UNLV nel 2020 e 2021, Williams totalizzò 58 tackle, 5 passaggi deviati, 2 intercetti e un fumble recuperato. Nel 2022 fu inserito nella seconda formazione ideale della Mountain West Conference dopo avere messo a segno 40 tackle, 5 passaggi deviati, 3 intercetti, un fumble forzato e uno recuperato. A fine anno optò per cambiare istituto.

### California
Williams si trasferì a giocare per i California Golden Bears. Nel 2023 fece registrare 53 tackle, 2 intercetti, un fumble forzato, 2 recuperati e 2 touchdown. Nella prima partita della stagione 2024 mise a segno un intercetto e ritornò un kickoff per 80 yard in touchdown nella vittoria su UC Davis. Nel turno successivo fu premiato come miglior defensive back della settimana della Atlantic Coast Conference (ACC) dopo due intercetti nella vittoria su Auburn. A fine stagione fu inserito nella formazione ideale della ACC e fu una selezione condivisa All-American.

## Carriera professionistica

### Kansas City Chiefs
Williams fu scelto nel corso del terzo giro (85º assoluto) del Draft NFL 2025 dai Kansas City Chiefs.